# Janvier 1916

## Événements
- Accord entre le résident britannique au Caire Henry McMahon et le chérif de La Mecque Hussein ibn Ali, qui s’engage à combattre les Turcs aux côtés des Alliés en échange de la reconnaissance par le Royaume-Uni de l’indépendance du « royaume arabe ».

- 1er janvier, France : entrée en vigueur de l’impôt sur le revenu.

- 8 janvier (Cameroun) : les troupes alliées entrent à Yaoundé, évacuée par les Allemands.

- 9 janvier : 
  - Offensive allemande en Champagne.
  - Échec de la offensive alliée dans les Dardanelles. Les forces franco-britanniques évacuent la presqu’île de Gallipoli.

- 10 janvier - 16 février : campagne de Erzurum.

- 11 janvier : les Austro-hongrois occupent le Monténégro.

- 13 janvier
  - (Mexique)[1] : Venustiano Carranza fait dissoudre les « bataillons rouges ».
  - le Monténégro est occupé par l'armée austro-hongroise[2].

- 14 janvier[3] : Zuiderzeevloed. La mer du Nord envahit les terres basses de la Hollande faisant 10 000 morts.

- 16 janvier : occupation française de Corfou. Les troupes serbes débarquent dans l’île.

- 29 janvier : raid aérien allemand sur Paris. Deux dirigeables mènent ce bombardement.

- 30 janvier : nouveau raid aérien allemand sur Paris. Un dirigeable engagé.

- 31 janvier : raid aérien allemand sur Liverpool. Neuf dirigeables mènent ce bombardement occasionnant 70 morts et 113 blessés. À la suite de ce bombardement, la Cour Criminelle du Staffordshire déclare l'empereur Guillaume coupable de meurtre avec préméditation.

## Naissances
- 1er janvier : Roger Lambrecht, coureur cycliste belge († 4 août 1979).
- 7 janvier : Paul Keres, joueur d'échecs († 5 juin 1975).
- 10 janvier : Bernard Dadié, écrivain et homme politique ivoirien († 9 mars 2019).
- 11 janvier : Bernard Blier, acteur français († 29 mars 1989).
- 12 janvier :
  - Pieter Willem Botha, homme politique sud-africain († 31 octobre 2006).
  - Michel de Saint Pierre, écrivain français († 19 juin 1987).
- 19 janvier : Louis Simonneaux, évêque catholique français, évêque émérite de Versailles († 22 janvier 2009).
- 21 janvier : Renaat Van Elslande, homme politique belge († 21 décembre 2000).
- 22 janvier : Bill Durnan, joueur de hockey sur glace († 31 octobre 1972).
- 31 janvier : Aboubacar Sangoulé Lamizana, futur président de la république de la Haute-Volta († 26 mai 2005).

## Décès
- 19 janvier : Félix Robert, matador français (° 14 avril 1862).